# Cheshmeh Kesh
Cheshmeh Kesh är en ort i Iran.   Den ligger i provinsen Östazarbaijan, i den nordvästra delen av landet, 400 km nordväst om huvudstaden Teheran. Cheshmeh Kesh ligger 1 289 meter över havet och antalet invånare är 413.
Terrängen runt Cheshmeh Kesh är huvudsakligen kuperad, men åt nordost är den bergig. Cheshmeh Kesh ligger nere i en dal. Runt Cheshmeh Kesh är det ganska glesbefolkat, med 40 invånare per kvadratkilometer. Närmaste större samhälle är Tark, 12,3 km sydväst om Cheshmeh Kesh. Trakten runt Cheshmeh Kesh består i huvudsak av gräsmarker.